# لنی بورخس
لنی بورخس (انگلیسی: Lenny Borges؛ زادهٔ ۳۰ آوریل ۲۰۰۱) بازیکن فوتبال است.
وی همچنین در تیم‌های ملی فوتبال جوانان آلمان و جوانان آلمان بازی کرده‌است.